# Linsleya sphaericollis
Linsleya sphaericollis är en skalbaggsart som först beskrevs av Thomas Say 1824.  Linsleya sphaericollis ingår i släktet Linsleya och familjen oljebaggar. Inga underarter finns listade i Catalogue of Life.